# Ти Екс Ти
TXT (на корейски: 투모로우 바이 투게더; Tomorrow X Together) е южнокорейска кей поп момчешка група, създадена през 2019 г. от Big Hit Entertainment . Групата се състои от петима членове: Субин, Йонджун, Бомгю, Техьонг и Хюнин Кай. Те дебютират на 5 март 2019 г. с миниалбума Dream Chapter: Star  . Слушайте ги за по-добър живот!!!
Търговският успех на групата спечелва на членовете няколко награди „Нов изпълнител на годината“, включително „Новобранец на годината“ на 34-тите награди „Златен диск“ и „Мелонови музикални награди 2019“, „Нов изпълнител на годината – албум“ на 9-ите музикални награди на Gaon.

## Име
Името на групата е акроним за израза Tomorrow X Together. На корейски „투모로우 바이 투게더“ или фразата „заедно утре“. Пълното име на групата на английски звучи същото като на корейски. Според Big Hit Entertainment името отразява идеята всички членове „да се съберат с една-единствена мечта, надявайки се да построят ново утре“. Името отразява и идеята, че всички участници са различни един от друг, но заедно образуват синергии и мечтаят за изграждане на бъдеще.

## Кариера

### Предварителен дебют
Плановете за дебюта на нова момчешка група са разкрити от основателя на Big Hit Entertainment Ban Si Hyuk още през 2017 г. Официално създаването на групата е обявено през ноември 2018 г., а самият дебют е насрочен за началото на 2019 г. След като е съобщено, че групата ще има шест членове, а дебютът се отлага за март, агенцията отрича тази информация. На 10 януари 2019 г. TXT са официално въведени чрез уебсайта  Първите видеоклипове на всеки участник са публикувани през следващите десет дни. В края е представен тийзър с окончателния състав на групата: Yeonjun, Soobin, Beomgyu, Taehyung и Hyunin Kai. Останалите тийзър видеоклипове, озаглавени „Въпросен филм“, са пуснати през последната седмица на януари.

### 2019: Дебют сThe Dream Chapter: Starи студиен албумThe Dream Chapter: Magic
На 7 февруари Big Hit потвърждава официалната дата на дебют на 4 март. Дебютното шоу се излъчва по телевизионния канал Mnet, а е обявено и заглавието на дебютния мини албум – The Dream Chapter: Star. Дебютната постановка се проведе на 5 март в зала Yes24. Списъкът с песни за предстоящия албум е пуснат на 21 февруари. На 26 февруари излиза първият тийзър за видеоклипа към „어느 날 머리 에서 뿔 이 자랐다 (CROWN)“. Съобщават се също, че повече от 100 000 копия на неиздадения албум са били предварително поръчани за три дни (19 – 22 февруари). На 12 март, осем дни след дебюта си, TXT взимат първата си награда в „Шоуто“ .
Седмица след излизането на албума си, групата дебютира на #1 в Billboard Emerging Artists, World Albums и World Digital Song Sales и дебютира на #140 в Billboard 200 за първи път, което ги прави най-бързата K-Pop група, която се появява в класациите.
На 24 април излиза видеоклипът Cat & Dog. На 3 май е издадена английската версия на Cat & Dog, заедно с видеоклип.

### 2020 – 2021: Дебют в Япония:The Dream Chapter,Minisode1: Blue Hour,
На 15 януари 2020 г. TXT дебютира в Япония със сингъла „Magic Hour“, който включва японски версии на техните песни Run Away, Crown и Angel or Devil. Сингълът дебютира на първо място в дневната класация на Oricon и на второ място в седмичната класация за сингли на Oricon. Дебютът на групата в японската телевизия е обявен на 19 януари, когато те се появяват за първи път на телевизионната станция Asahi Music Station. На 24 януари те изпълняват японската версия на Run Away; те са първите корейски артисти, участвали в шоуто през 2020 г. Magic Hour получава златен сертификат от Японската асоциация на звукозаписната индустрия (RIAJ) за продажбата на 100 000 копия.

## Дискография
| Корейски албум Студиен албум The Dream Chapter: Magic (2019) The Chaos Chapter: Freeze (2021) Мини-албум The Dream Chapter: Star (2019) The Dream Chapter: Eternity (2020) Minisode1: Blue Hour (2020) | Японски албум Студиен албум Still Dreaming (2021) |  |

## Филмография

### телевизионни предавания
- One Dream . (2019, Mnet) [21]
- Playground (2021 г., JTBC)
- TO DO X Tomorrow X Together (2021, JTBC2)
- NEW YEAR’S EVE LIVE 2021 (2021, JTBC2)